# Lądowisko Gerda Sokołów
Lądowisko Gerda Sokołów – lądowisko śmigłowcowe w Sokołowie, w gminie Michałowice w województwie mazowieckim, położone przy ul. Sokołowskiej. Przeznaczone jest do wykonywania startów i lądowań śmigłowców o długości do 13 m, zarówno w dzień jak i w nocy, o dopuszczalnej masie startowej do 5700 kg. 
Zarządzającym lądowiskiem jest firma Stiga Sp. z o.o. Oddane do użytku zostało w roku 2013 i jest wpisane do ewidencji lądowisk Urzędu Lotnictwa Cywilnego pod numerem 192